# Uma Chakravarti
Uma Chakravarti (Delhi, la India, 20 de agosto de 1941) es una historiadora y feminista india que enseñó en la Casa Miranda de la Universidad de Delhi. Sus estudios se centró en el budismo, la historia de la India primitiva, la historia del siglo XIX y cuestiones contemporáneas. También ha sido una activista asociada con el movimiento feminista y el movimiento por los derechos democráticos, participando en varios comités de investigación, incluido el Tribunal Internacional de Justicia para Guyarat. Es una destacada académica de la escritura feminista de la historia en la India. Ha sido nombrada como la "madre fundadora" del movimiento feminista en la India.

## Biografía
Uma Chakravarti nació en Delhi el 20 de agosto de 1941. Su padre era un funcionario originario de Palghat, en Kerala. Estudió en la Escuela Pública de Delhi y en el Mount Carmel College de Bangalore. Después estudió derecho en la Facultad de Derecho de Bangalore y al mismo tiempo completó una Maestría en Historia por la Universidad Hindú de Benaras.
Está casada con Anand Chakravarti, un sociólogo indio, con quien ha tenido una hija, Upali y un hijo, Siddhartha.

### Carrera
Chakravarti comenzó a trabajar en 1966 a la Casa Miranda, la principal universidad de mujeres en la Universidad de Delhi. Estuvo allí hasta 1988, enseñando sobre el budismo, la historia de la India primitiva, la historia del siglo XIX y temas contemporáneos. Durante este periodo escribió 7 libros y más de 50 artículos de investigación.
Desde la década de 1970, Chakravarti se ha asociado con el movimiento de mujeres y el movimiento por los derechos democráticos. Participó en varios equipos de investigación para investigar violaciones de derechos humanos, disturbios comunales y represión estatal.
En su trabajo más reciente, dirigió dos películas, una sobre la vida de una novia menor, Subbulakshmi, que luego participó en el movimiento independentista indio, y la segunda, sobre la escritora Mythili Sivaraman, que trabajó con hombres y mujeres trabajadores para documentar sus opresiones.
El historiador de la Universidad Jawaharlal Nehru, Kumkum Roy, ha editado un volumen de ensayos académicos en honor de Chakravarti, afirmando que había inspirado a generaciones de maestros, estudiantes y amigos. Ashley Tellis de City University of New York agrega que tuvo una profunda influencia en las vidas y carreras de decenas de jóvenes académicos y activistas, desempeñando el papel de una "madre fundadora" de la historia de la feminista india, así como del movimiento de mujeres indias.

## Recepción de sus obras
La obra Chakravarti, Las Dimensiones Sociales del Budismo Temprano, basadas en su tesis doctoral, son consideradas como una obra clásica, formando parte de las lecturas obligatorias para todos los estudiantes de la historia india temprana. Basó su análisis en los textos budistas escritos en Pali, el idioma hablado por los plebeyos en los comienzos de la India, y en su trabajo posterior se basó en esta investigación para reformular los problemas de la estratificación social, el trabajo, la renuncia y la domesticidad en la India, con un enfoque firme en género, casta y clase.
Everyday Lives, Everyday Histories es una compilación de 14 ensayos derivados de tres décadas de trabajo sobre la historia de la India temprana, publicados previamente en varias revistas y recopilaciones. La académica Shonaleeka Kaul afirma que la antología aún conserva frescura porque representa una "nueva visión de la historia india temprana", presentando una comprensión del pasado más allá de la élite y la ortodoxia (los Reyes y Brahmanas). Es la historia de las personas en los márgenes sociales, donde los márgenes se traducen como "grupos laborales, incluyendo mujeres que trabajan y mujeres como una categoría más amplia". El capítulo introductorio ofrece una cuenta del propio viaje de Chakravarti a través del movimiento de mujeres, así como su producción de las primeras historias del feminismo de la India.